# Abiramam
Abiramam es una ciudad y nagar Panchayat situada en el distrito de Ramanathapuram en el estado de Tamil Nadu (India). Su población es de 8144  habitantes (2011). Se encuentra a 48 km de Ramanathapuram y a 72 km de Madurai.

## Demografía
Según el censo de 2011 la población de Abiramam era de 8144 habitantes, de los cuales 4011 eran hombres y 4133 eran mujeres. Abiramam tiene una tasa media de alfabetización del 93,45%, superior a la media estatal del 80,09%: la alfabetización masculina es del 96,26%, y la alfabetización femenina del 90,76%.